# Říšský vikář

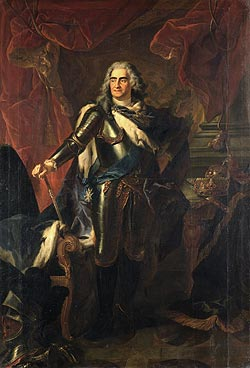
Polský král August II. Silný ze své pozice říšského vikáře roku 1711 povýšil panský rod Hoymů do říšského hraběcího stavu.

Říšský vikář (německy Reichsvikar, latinsky vicarius imperii nebo provisor imperii) je někdejší vysoký úřad Svaté říše římské. Označoval správce, kteří v období mezi úmrtím císaře resp. krále a volbou resp. korunovací jeho nástupce (tedy v době interregna) zastupovali zemi a dočasně správovali zemi.